# Brunellia weberbaueri
Brunellia weberbaueri är en tvåhjärtbladig växtart som beskrevs av Ludwig Eduard Loesener. Brunellia weberbaueri ingår i släktet Brunellia och familjen Brunelliaceae. Inga underarter finns listade i Catalogue of Life.